# Saint-Honoré (Seine-Maritime)
Saint-Honoré is een gemeente in het Franse departement Seine-Maritime (regio Normandië) en telt 163 inwoners (2005). De plaats maakt deel uit van het arrondissement Dieppe.

## Geografie
De oppervlakte van Saint-Honoré bedraagt 3,0 km², de bevolkingsdichtheid is 54,3 inwoners per km².
De onderstaande kaart toont de ligging van Saint-Honoré (Seine-Maritime) met de belangrijkste infrastructuur en aangrenzende gemeenten.

## Demografie
Onderstaande figuur toont het verloop van het inwonertal (bron: INSEE-tellingen).